# Kano under sommer-OL 2016 - C1 200 m (herrer)
Mændenes kanosprint C-1 200 meter ved sommer-OL 2016 i Rio de Janeiro fandt sted den 17. og 18. august på Lagoa Stadium.